# Combretum butyrosum
Combretum butyrosum ist ein südostafrikanische Pflanze aus der Familie der Flügelsamengewächse. Er wird auch als Butterbaum bezeichnet und kommt in Kenia, Mosambik und Tansania vor.
Combretum butyrosum ist ein kletternder oder kriechender Strauch oder Halbstrauch der bis zu 4 Meter hoch wächst. Die Zweige sind mehr oder weniger behaart. Die Borke blättert in langen Streifen ab.
Die leicht ledrigen, kurz gestielten Blätter sind gegenständig und bis etwa 8 Zentimeter lang. Die Blätter sind, außer auf den Nerven, kahl und eiförmig bis verkehrt-eiförmig oder elliptisch. Die Unterseite ist schuppig, die Spitze ist abgerundet bis spitz, zugespitzt oder bespitzt. Nebenblätter fehlen.
Es werden meist achselständige und dichte ährige Blütenstände an haarigen Stielen, mit behaarter Rhachis gebildet. Es sind kleine abfallende Deckblätter vorhanden. Die kleinen vierzähligen und duftenden, sitzenden Blüten mit doppelter Blütenhülle sind zwittrig und weißlich-gelb. Der trichterförmige Blütenbecher ist behaart und schuppig, der Kelch ist vierzahnig und bärtig. Es sind acht Staubblätter und eine kleine Nektarscheibe vorhanden. Der unterständige Fruchtknoten ist einkammerig mit einem langen Griffel mit kopfiger Narbe. Es sind kleine Vorblätter vorhanden.
Es werden vier- bis fünfflügelige, einsamige, behaarte und ellipsoide Früchte gebildet.

## Taxonomie
Die Erstbeschreibung unter dem Basionym Sheadendron butyrosum erfolgte 1850 durch Antonio Bertoloni in Memorie della Reale Accademia delle Scienze dell' Istituto di Bologna 2: 572. Die Neukombination zu Combretum butyrosum erfolgte 1856 durch Edmond Tulasne in Annales des Sciences Naturelles; Botanique, Série 4 6: 87.

## Verwendung
Aus den Samen wird ein Fett gewonnen, Chignitebutter.